# 가족 음모
《가족 음모》(영어: Family Plot)는 1976년 개봉한 미국의 코미디 스릴러 영화이다. 알프레드 히치콕이 감독을, 어니스트 리먼이 각본을 맡았다. 빅터 캐닝의 소설 The Rainbird Pattern 이 영화의 원작이다.

## 줄거리
가짜 심령술사 블랑슈 타일러와 그녀의 남자친구 조지 럼리는 부유하고 죄책감에 시달리는 노부인 줄리아 레인버드의 조카를 찾으려고 한다. 줄리아의 최근 사망한 여동생은 아들을 입양 보냈지만, 줄리아는 이제 그를 자신의 상속자로 삼고 싶어하며 그를 찾아주는 대가로 블랑슈에게 1만 달러를 지불할 것이다. 줄리아는 아기에 대해 거의 아무것도 모른다. 조사는 진행하면서 조지는 그 아이가 에드워드 슈브리지라는 이름으로 불렸으며 어린 나이에 죽었다고 생각된다는 것을 알게 된다. 그러나 조지는 슈브리지의 사망 추정 몇 년 후 그의 묘비를 위해 돈을 지불한 조지프 말로니라는 남자를 찾아내고, 조지는 그 무덤이 비어 있다고 생각하게 된다. 조지와 블랑슈는 자주 다투지만, 그는 그녀가 심령술사인 만큼 뛰어난 조사관이며 그들의 관계는 견고하다.
한편, 시청자들에게는 슈브리지가 그의 양부모를 살해하고 자신의 죽음을 위장했으며, 현재 샌프란시스코에서 아서 애덤슨으로 알려진 성공적인 보석상임이 밝혀진다. 그와 그의 동거인 프랜은 백만장자와 고위 인사를 납치하여 집 지하실의 안전한 방에 가두고, 귀중한 보석 형태의 몸값과 교환하여 돌려보낸다. 아서 최신 몸값으로 받은 큰 다이아몬드를 집의 주요 계단 위에 걸려 있는 크리스털 샹들리에 안에 "그냥 보이도록" 숨긴다.
아서는 조지가 자신을 조사하고 있다는 것을 알게 되자, 말로니(두 사람은 오래전에 아서의 양부모를 살해했음)에게 블랑슈와 조지를 죽이라고 지시한다. 말로니는 처음에는 돕기를 거부하지만, 나중에 블랑슈와 조지에게 연락하여 산악 도로의 카페에서 만나자고 말한다. 그는 블랑슈 차의 브레이크 라인을 끊지만, 그들은 위험한 고속 하강에서 살아남는다. 말로니는 그들을 치려 하지만, 마주 오던 차를 피하려다 방향을 틀어 차가 절벽 아래로 떨어지면서 불타는 폭발로 사망한다.
말로니의 장례식에서 그의 아내는 조지의 질문 압박에 눈물로 슈브리지의 이름이 이제 아서 애덤슨이라고 고백한다. 조지는 야간 교대를 위해 택시 운전을 하러 가야 했으므로, 블랑슈는 샌프란시스코에서 여러 A. 애덤슨을 찾아다니다가 결국 보석상이 문을 닫을 때 그곳에 도착한다. 아서의 조수 클레이 부인이 블랑슈에게 메모를 남길 것을 제안한다. 블랑슈는 클레이 부인을 속여 아서의 집 주소를 알아낸다.
아서와 프랜이 최신 납치 피해자인 우드 주교를 차에 싣고 있을 때, 블랑슈가 초인종을 누른다. 그들은 차고에서 나가려 하지만, 블랑슈의 차가 길을 막는다. 블랑슈는 아서에게 그의 이모가 그를 상속자로 삼고 싶어 한다고 말하고, 잠시 동안 모두가 상황에 기뻐하는 것처럼 보인다. 그때 블랑슈는 의식을 잃은 주교를 보고, 그녀는 부부에게 납치된다. 아서는 그녀에게 약을 먹이고 지하실에 둔다. 그들은 주교를 몸값과 교환한 후에 그녀를 처리할 계획이다.
블랑슈를 찾던 조지는 아서와 프랜의 집 밖에 있는 그녀의 차를 발견한다. 아무도 문을 열지 않자, 그는 침입하여 그녀를 찾는다. 그는 피 묻은 핸드백과 몸싸움의 흔적을 발견한다. 아서와 프랜이 집에 돌아오자, 조지는 위층에 숨는다. 그는 아서가 프랜에게 블랑슈를 죽이고 그녀의 죽음을 자살처럼 보이게 할 계획에 대해 말하는 것을 엿듣는다. 조지는 블랑슈와 이야기하는 데 성공한다. 블랑슈는 지하실에서 의식을 잃은 척하고 있었는데 (아서가 그녀를 확인하러 갔을 때 열어두었음), 그들은 계획을 세운다. 아서와 프랜이 블랑슈를 차로 옮기기 위해 들어오지만, 그녀는 그들을 쓰러뜨리고 뛰쳐나와 조지는 납치범들을 가둔다.
블랑슈는 그 후 실제 최면 상태에 빠진 것처럼 보인다. 그녀는 지하실에서 나와 주요 계단의 중간까지 올라가 멈춰 서서 샹들리에에 숨겨진 큰 다이아몬드를 가리킨다. 블랑슈는 "깨어나서" 조지에게 자신이 왜 거기 있는지 묻는다. 그는 흥분하여 그녀가 정말로 진짜 심령술사라고 말한다. 그는 경찰에 전화하여 납치범을 체포하고 보석을 찾은 대가로 보상을 받으라고 한다. 미소 짓는 블랑슈는 카메라에 윙크한다.

## 출연

### 주연
- 카렌 블랙
- 브루스 던
- 바바라 해리스
- 윌리엄 디베인

### 조연
- 에드 로터
- 캐슬린 네스비트
- 캐서린 헬몬드
- 워렌 J. 켐머링

## 기타
- 원작자: 빅터 캐닝
- 미술: 헨리 범스테드
- 특수효과: 앨버트 위트록
- 의상: 에디스 헤드